# Mauro Simonetti
Mauro Simonetti (Liorna, 14 de juliol de 1948) és un ciclista italià, ja retirat, que fou professional entre 1970 i 1979.
Com a ciclista amateur va prendre part en els Jocs Olímpics de Mèxic de 1968, on va guanyar la medalla de bronze en la prova de contrarellotge per equips del programa de ciclisme. Formà equip amb Pierfranco Vianelli, Giovanni Bramucci i Vittorio Marcelli.
El 1970 va fer el pas al professionalisme de la mà de l'equip Ferretti. La seva principal victòria l'aconseguí al Tour de França de 1971, on hi guanyà una etapa.

## Palmarès
- 1968
  -  Bronze en la prova de contrarellotge per equips als Jocs Olímpics de 1968
- 1970
  - 1r al Gran Premi Ciutat de Camaiore
- 1971
  - 1r a San Piero a Sieve
  - Vencedor d'una etapa al Tour de França
- 1972
  - 1r a la Coppa Ugo Agostoni
- 1973
  - 1r a la Coppa Sabatini
- 1974
  - 1r a la San Michele - Agliana
- 1977
  - Vencedor d'una etapa del Giro de Sicília

### Resultats al Giro d'Itàlia
- 1970. 21è de la classificació general
- 1972. 65è de la classificació general
- 1973. 89è de la classificació general
- 1974. 70è de la classificació general
- 1976. 72è de la classificació general
- 1977. 85è de la classificació general

### Resultats al Tour de França
- 1971. 19è de la classificació general. Vencedor d'una etapa
- 1975. 54è de la classificació general